# Física espacial

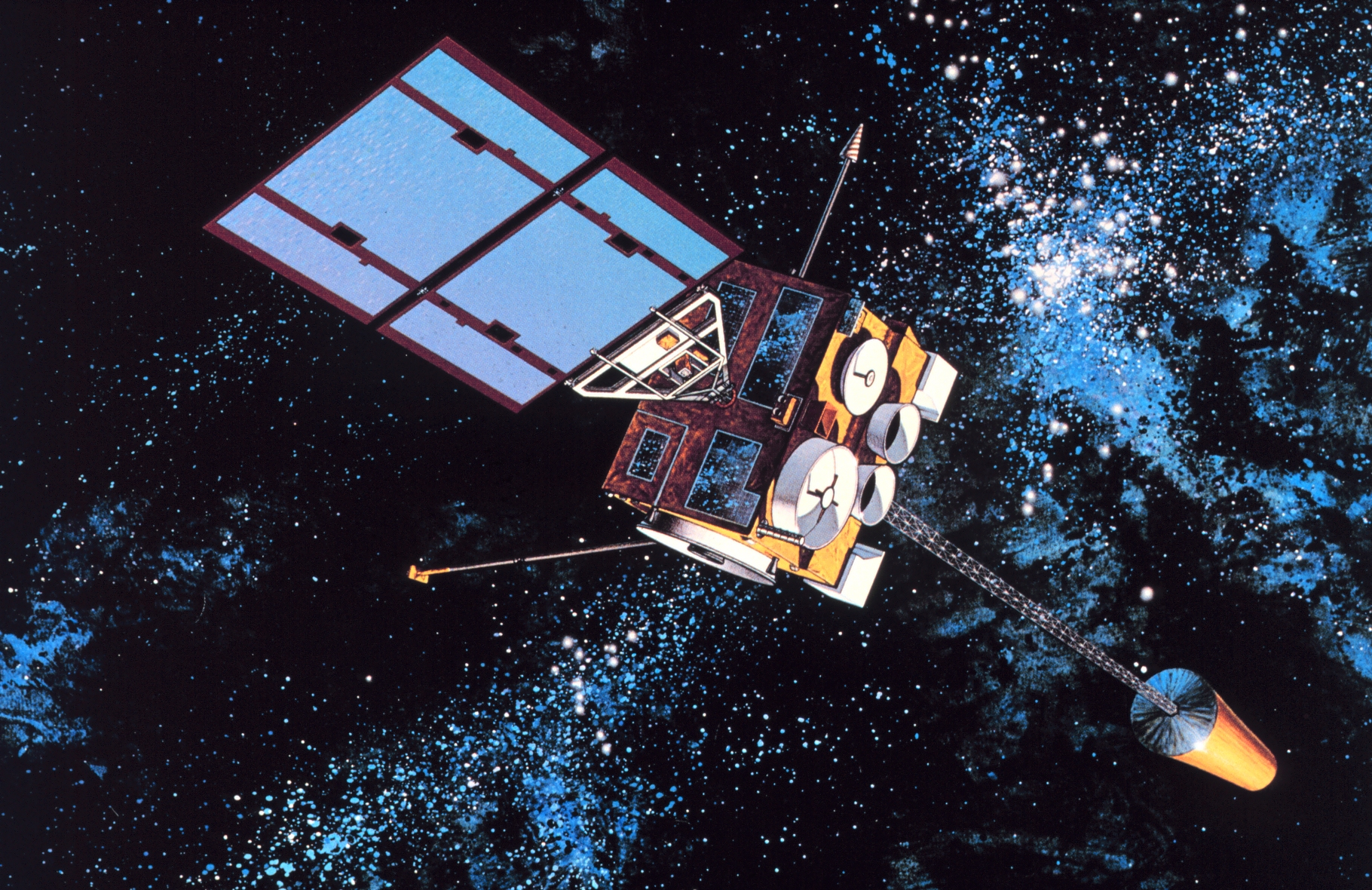
Imagen artística del satélite norteamericano GOES-8.

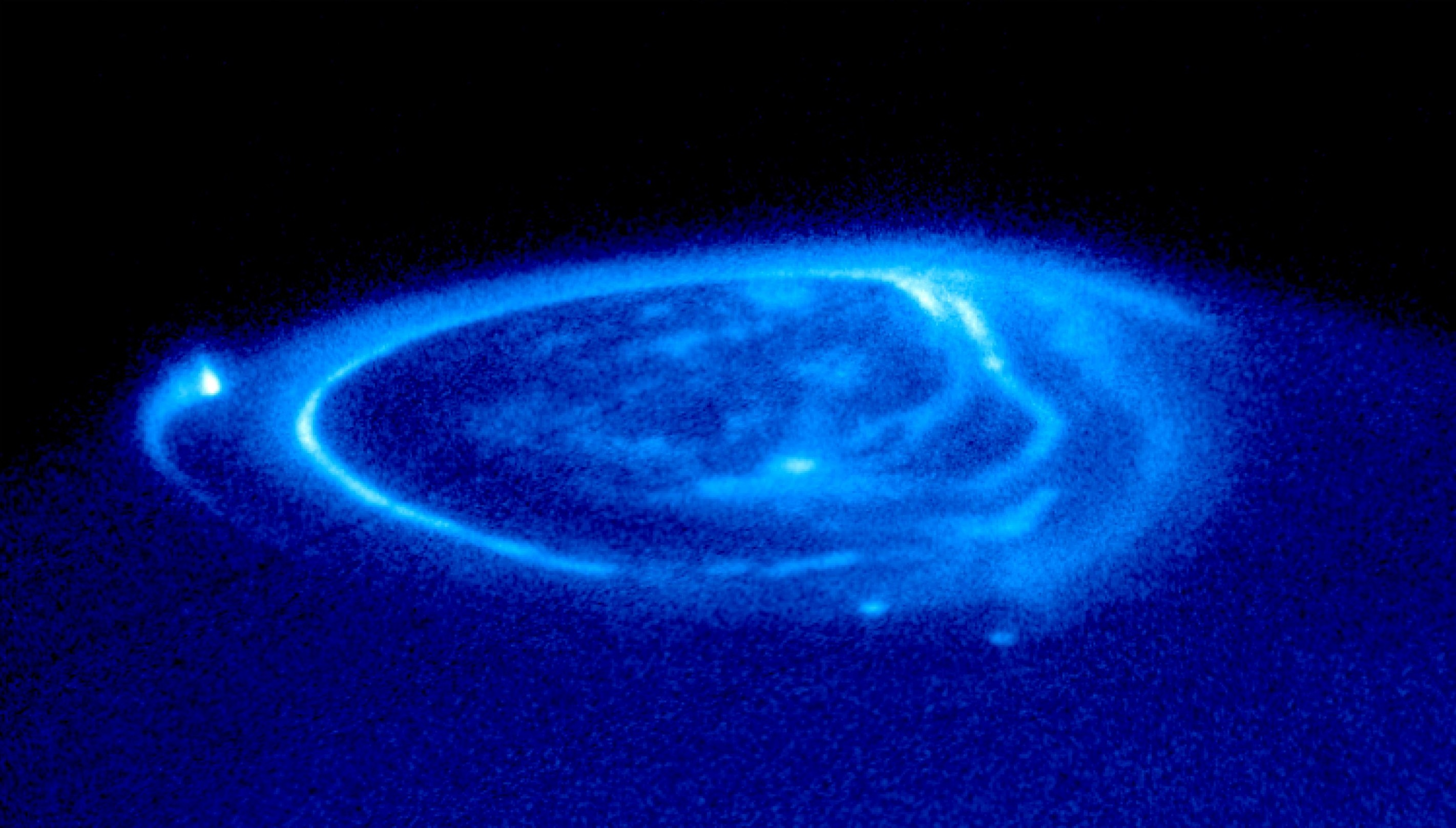
Auroras de Júpiter observadas en el UV.

La Física Espacial también conocida como la física del plasma espacial, abarca el estudio de los plasmas naturales en el universo, especialmente dentro de nuestro sistema solar. Entre los campos que trata se puede mencionar, el viento solar, magnetosferas planetarias, ionosferas, auroras, rayos cósmicos y la radiación de sincotrón. La física espacial es importante en el estudio del clima espacial y tiene aplicaciones en el funcionamiento de las telecomunicaciones y de los satélites meteorológicos. Es importante también en las mediciones de las naves espaciales y satélites en el espacio, y de los cohetes sondas que viajan a gran altitud.
A nivel mundial, la Universidad de California en Los Ángeles (UCLA) es reconocida internacionalmente como líder en la física del plasma espacial. La investigación realizada por el grupo de física espacial incluye análisis de datos, simulación, modelización y física teórica del plasma. Los temas de interés incluyen la dinámica del viento solar, las magnetosferas de la Tierra y los planetas, y la interacción del viento solar con cuerpos del sistema solar, incluyendo asteroides, satélites planetarios, planetas no magnetizados y magnetosferas planetarias.
Los trabajos más recientes incluyen estudios de los procesos de pérdida en las atmósferas planetarias y la aparición de rayos en las atmósferas planetarias. Se están dedicando grandes esfuerzos a la comprensión de la actividad magnetosférica terrestre, incluidas las tormentas y subtormentas geomagnéticas. Una de las formas en que la UCLA contribuye a nuestra comprensión del entorno del plasma espacial magnetizado es mediante la construcción y el vuelo de magnetómetros en apasionantes misiones de descubrimiento. Los magnetómetros diseñados y fabricados en la UCLA han permitido a profesores y estudiantes de ciencias espaciales ampliar enormemente nuestra comprensión de la estructura magnética y la dinámica de la Tierra, Venus, Júpiter, sus satélites, los asteroides y el viento solar.

## Historia
Los primeros estudios comenzaron en la antigua China, cuando se descubrió una relación entre las manchas solares y las auroras. Ellos también descubrieron la brújula, pero no entendían como funcionaba. Más tarde, durante el siglo XVI, en el trabajo De Magnete, William Gilbert dio la primera descripción de la existencia de un campo magnético terrestre. Gauss y Wilhelm Eduard Weber realizaron mediciones más cuidadosas y con mayor detalle, que mostraron variaciones sistemáticas y fluctuaciones aleatorias, esto sugirió que la tierra estaba siendo influenciada por fuerzas externas. Una relación entre auroras individuales y perturbaciones geomagnéticas fueron notadas por Anders Celsius y Olof Hiorter en 1747. En 1860, Elias Loomis demostró que la mayor incidencia de la aurora está dentro de un rango de 20 a 25 grados alrededor del polo magnético. En 1881 Hermann Fritz publicó un mapa de "isochasmm" o líneas de campo magnético constante.
A finales de 1870, Henri Becquerel ofreció la primera explicación física de la relación estadística de los trabajos acumulados: "las manchas solares deben ser una fuente de rápidos protones que son guiados a los polos por el campo magnético terrestre". En el siglo XX, estas ideas conducen a Kristian Birkeland a construir una terella, o un dispositivo de laboratorio que simula el campo magnético de la Tierra en una cámara de vacío, y que utiliza un tubo de rayos catódicos para simular las partículas de energía que componen el viento solar. Así se empezó a formular una teoría sobre la interacción entre el campo magnético de la tierra y el viento solar.
La física del espacio no comenzó realmente, sino hasta que en 1950, un equipo liderado por Van Allen lanzó los primeros cohetes a una altitud de 110 km aproximadamente. En 1958, un contador Geiger a bordo del satélite norteamericano Explorer 1 detectó los cinturones de radiación de la Tierra, más tarde llamado los cinturones de Van Allen. El límite entre el campo magnético de la Tierra y el espacio interplanetario se estudió mediante el Explorer 10. Más recientemente naves espaciales viajaron fuera de la órbita de la Tierra y estudiaron la composición y la estructura del viento solar con mucho mayor detalle. Estos incluyen WIND, (1994), Advanced Composition Explorer (ACE), Ulysses, el Interstellar Boundary Explorer (IBEX) en 2008, y Solar Probe+. Otras naves espaciales que estudiaron el sol, como STEREO y Observatorio Heliosférico y Solar (SOHO).